# Mauretanien i olympiska sommarspelen 1988
Mauretanien deltog i de olympiska sommarspelen 1988 med en trupp bestående av sex deltagare, men ingen av landets deltagare erövrade någon medalj.

## Brottning
Lätt tungvikt, grekisk-romersk stil
- Samba Adama

Lätt tungvikt, fristil
- Samba Adama

Tungvikt, grekisk-romersk stil
- Oumar Samba Sy

Weltervikt, fristil
- Salem Ould Habib

Tungvikt, fristil
- Babacar Sar

## Friidrott
Herrarnas 1 500 meter
- Mohamed Ould Khayar

Herrarnas 5 000 meter
- Mohamed Ould Khalifa